# Stazione di Elephant & Castle
La stazione di Elephant & Castle è una stazione ferroviaria posta lungo la ferrovia Holborn Viaduct–Herne Hill, ubicata nell'area di Elephant & Castle, a Newington, nel borgo londinese di Southwark.